# Olivier Péretié
 (novembre 2023).
Si vous disposez d'ouvrages ou d'articles de référence ou si vous connaissez des sites web de qualité traitant du thème abordé ici, merci de compléter l'article en donnant les références utiles à sa vérifiabilité et en les liant à la section « Notes et références ».
Olivier Péretié est un journaliste et écrivain français. Il travaille actuellement au Nouvel Observateur et est spécialiste de la voile.

## Œuvres
- Coupe de l'America 87 coécrit avec Philip Plisson, éditions Hachette
- De Québec à Saint-Malo coécrit avec Philip Plisson, éditions Hachette
- Les Enfants à bord coécrit avec François Cazenave, éditions Gallimard
- Seule autour du monde en 71 jours coécrit avec Ellen MacArthur, éditions Arthaud